# Власова, Любовь Ивановна
Любо́вь Ива́новна Вла́сова (род. 1949) — русская советская сельхозработница, депутат Верховного Совета СССР.

## Биография
Родилась в 1949 году в селе Алексеевка Башмаковского района Пензенской области. Русская.
Окончила Сердобский зоотехнический техникум. С 1969 года работала помощником бригадира бригады по откорму свиней на Панкратовской свинофабрике Пензенского района Пензенской области. В 1980 году заочно окончила Пензенский сельскохозяйственный институт, получив специальность зоотехника; вскоре после этого возглавила зоотехническую службу совхоза «Магистральный». Под её руководством животноводы совхоза неоднократно побеждали на районных и областных соревнованиях, участвовали в ВДНХ СССР.
В настоящее время живёт в селе Богословка, является председателем Совета ветеранов села. По состоянию на 1974 год была кандидатом в члены КПСС; ныне — член КПРФ.
Депутат Совета Союза Верховного Совета СССР 9 созыва (1974—1979) от Пензенского сельского избирательного округа № 230 Пензенской области.

## Награды
- Орден Трудовой Славы III степени
- Медаль «За трудовую доблесть»
- Медаль «Ветеран труда»
- Бронзовая медаль ВДНХ
- Значок «Отличник социалистического народного хозяйства»